# 罗姆奈
罗姆奈（法語：Romenay，法語發音：[ʁɔmnɛ]）是法国索恩-卢瓦尔省的一个市镇，属于卢昂区。

## 地理
罗姆奈（46°30'10"N, 5°4'4"E）面积48.9 平方千米，位于法国勃艮第-弗朗什-孔泰大區索恩-卢瓦尔省，该省份为法国中部省份，北起顺时针与科多尔省、汝拉省、安省、罗讷省、卢瓦尔省、阿列省和涅夫勒省接壤。
与罗姆奈接壤的市镇（或旧市镇、城区）包括：屈尔西亚东加隆、圣特里维耶-德库尔特、塞穆瓦耶、韦尔努、韦斯库尔、拉沙佩勒泰克勒、拉热内特、布雷斯地区蒙蓬、拉特内勒。

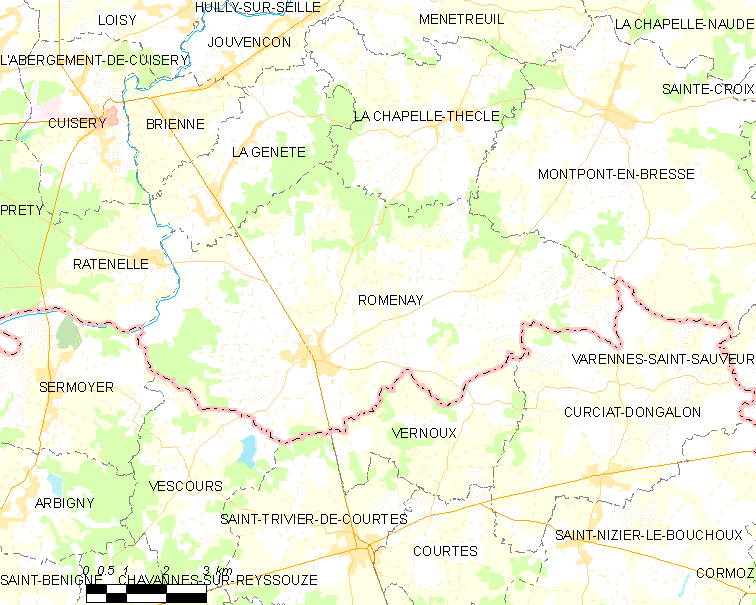
罗姆奈的OSM定位图

罗姆奈的时区为UTC+01:00、UTC+02:00（夏令时）。

## 行政
罗姆奈的邮政编码为71470，INSEE市镇编码为71373。

## 政治
罗姆奈所属的省级选区为屈索县。

## 人口

1962-2008年间罗姆奈人口变化图示

罗姆奈于2022年1月1日时的人口数量为1740人。